# Arthur Bodson
 (mai 2024).
Pour les articles homonymes, voir Bodson.
Arthur Léon Joseph baron Bodson, né le 27 juin 1932 à Beausaint (La Roche-en-Ardenne), est une personnalité universitaire belge. Il fut recteur de l'Université de Liège de 1985 à 1997.

## Biographie
(avril 2020).
Il est né le 27 juin 1932 comme fils d'instituteur.
Il est licencié en philologie classique, ensuite docteur en philosophie et Lettres (1964).
- 1971 à 1997 : détient la chaire de Langue Latine à l'Université de Liège (1971-1997).
- 1985 à 1985 : chef de cabinet des ministres Michel Tromont et André Bertouille (éducation nationale).
- 1985 à 1997 : recteur de l'Université de Liège, il préside pendant 3 ans le Fonds national de la recherche scientifique.
- 1997 : rapport (avec Jacques Berleur) sur les urgences pour une politique universitaire en Communauté française de Belgique, à la demande du ministre William Ancion.
- 1998 : président-fondateur de l’ONG Partenaire, (coopération et développement du Tiers Monde, destinée à favoriser la dynamique entrepreneuriale au Congo).
- 1999 : Membre du CA de l’Academia Belgica à Rome; siège dans le comité scientifique fondateur et le CA de l’Université de la Vallée d'Aoste.
- 1998 à 2001 : Président du CA de l’Agence universitaire de la Francophonie (A.U.F.), collaborant avec Boutros-Ghali, Secrétaire Général de la Francophonie.
- 2002 à 2005 : président du CA du Centre hospitalier universitaire de Liège, vice-président depuis 2006.

Depuis 2008, il est administrateur-délégué du Centre Jean Gol, succédant à Hervé Hasquin. Depuis 2009, Arthur Bodson est président du conseil d'administration du Concours de piano de Liège.

## Distinctions
Il est officier de réserve et officier de la Légion d'honneur[Quand ?].
En 2009, il obtient concession de noblesse héréditaire et du personnel de baron, accordée par le roi Albert II.
En 2018, il est nommé citoyen d'honneur de Liège.